# Isole Flegree

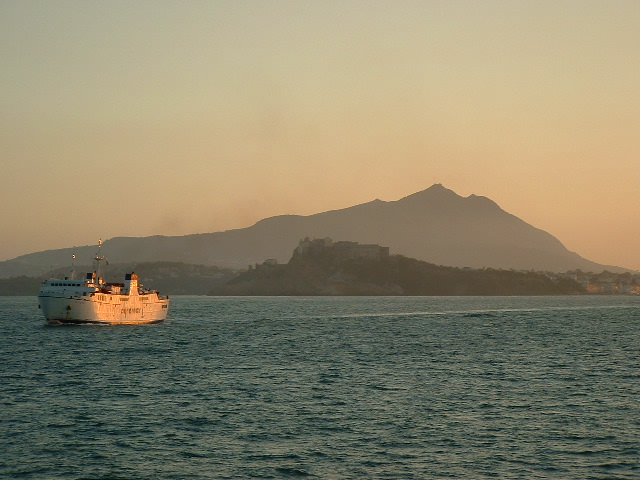
Le isole di Procida e Ischia viste da Capo Miseno al tramonto

Le Isole Flegree del golfo di Napoli, ovvero Ischia, Procida, Vivara e Nisida, sono situate nel quadrante ovest della città metropolitana di Napoli.

## Descrizione
Il nome deriva dalla comune appartenenza di queste isole all'area geologica dei Campi Flegrei.

 L'isola di Capri, pur situata nel golfo di Napoli in prossimità della penisola sorrentina, non viene generalmente compresa nell'arcipelago flegreo, in quanto appartenente ad un'altra area geologica.
Le isole flegree e Capri vengono infatti definite con il nome di Arcipelago Campano, locuzione che veniva data un tempo anche alle Isole Ponziane (prima dell'istituzione della provincia di Latina i rispettivi comuni afferivano infatti alla provincia di Terra di Lavoro, e prima ancora all'ex provincia di Napoli).
In epoca classica le isole flegree venivano chiamate, in greco, Pithecussae, ovvero isole delle scimmie. 
Il mito, di origine greca, racconta infatti che due briganti Cercopi di Efeso, facendosi beffe di Zeus, furono da questo puniti, trasformati in scimmie e relegati nelle isole di Aenaria (Ischia) e Prochyta (Procida).
Un altro mito greco, contrastante con il precedente, dice che Zeus stesse combattendo con due Titani, uno chiamato Tifeo e l'altro Mimante. Lo scontro finì con la sconfitta dei due Titani, che, per punizione, vennero sepolti sotto due blocchi di roccia: precisamente, Tifeo sotto Ischia e Mimante sotto Procida. Questa versione del mito potrebbe essere importante in quanto probabile risposta degli antichi greci al mistero (per loro) del vulcanismo dell'intera area: le terre sarebbero state così mutabili a causa del costante intervento di una divinità.